# Spik (Roermond)
Spik (Limburgs: De Sjpik) is een buurtschap tussen Asenray en Maalbroek in de Nederlandse gemeente Roermond.
Het is tevens de naam van een langgerekt, noord-zuid gericht natuurgebied dat de verbinding vormt tussen de natuurgebieden Boeshei, Haambroek en Spickerbroek in het noorden, en de Melickerheide in het zuiden. Ook is er een verbinding met de Maasnielderbeek.
Het gebied wordt begraasd door Gallowayrunderen en het kent geen paden maar men kan niettemin het gebied bezoeken: Vanaf het centrale deel zijn twee looproutes aangegeven.